# Vexatorella latebrosa
Vexatorella latebrosa (лат.) — вид растений рода Vexatorella семейства Протейные. Вечнозеленый, прямой кустарник высотой до 1,5 м. Листья — целые, длинные обратно-яйцевидные, голубовато-серые, кожистые длиной 5,0—6,5 см и шириной 2—3 мм, форма листа — от линейной до узкой лопатообразной. Цветочные головки — одиночные шаровидные на конце ветвей, около 2,5—3,0 см в поперечнике с ароматными цветками от розового до карминового цвета с удлинёнными столбиками и утолщённые на кончике. Цветёт с августа по сентябрь. Эндемичный вид, ареал которого ограничен Западно-Капской провинции Южной Африки.

## Отличия от сходных видов
V. latebrosa имеет одиночные головки цветков, 2,5 см в поперечнике, самые большие в роде Vexatorella, каждая из которых содержит до 40—50 цветков, от линейной до узкой лопатообразной формы листья, и, наконец, является эндемическим растением у Лангеберга около Робертсона. V. amoena — кустарник высотой 1 м с висячими нижними ветвями, каждая из которых состоит из цветочных головок с тремя или четырьмя завитками очень волосистых околоцветников, которые образуют заметные изогнутые, более короткие овально-эллиптические листья длиной 15—30 мм, которые растут на южном конце гор Куебоккевелд и соседнем хребте Свартрюггенс. В то время, как V. alpina представляет собой вертикальный кустарник высотой до 1,5 м с группами от двух до шести цветочных головок на кончиках ветвей, каждая из которых состоит из одного ряда прицветников, образующих малозаметную инволюцию, и с длинными листьями от овальной до эллиптической формы 30—45 мм длиной, 5—13 мм шириной. Кроме этого, V. alpina — эндемик гор Камисберга. V. obtusata имеет линейные или ложкообразные листья длиной 9—45 мм. Его подвид obtusata — это кустарник, который можно найти только в районах Монтегю и Вустер, в то время как подвид albomontana — это прямостоящий куст с перевала Пердеклооф. У Leucospermum secundifolium также есть брактеолы, которые становятся деревянистыми, но его листья — прямые, а цветочные головки — не на кончиках ветвей, растёт на южных склонах гор Кляйн-Свартберг.

## Ареал, местообитание и экология
V. latebrosa встречается только на южных и юго-западных склонах гор Лангеберга возле Клаасвоогда в окрестностях Робертсона в Западно-Капской провинции. Вид растет здесь на тяжёлой красноватой глине, которая происходит из сланцевых отложениях в окрестностях Малмсбери на высоте 400—900 м в финбоше сланцев Бриде. Опыляется насекомыми. Созревает через два месяца после цветения, плоды падают на землю, где их собирают местные муравьи, которые несут их к своим гнездам. Здесь семена остаются защищенными под землей, пока верхний огонь и последующие дожди не вызовут прорастание. Взрослое растение не выживает при полевых пожарах.

## История изучения
Впервые образец вида был собран Эстерхойзен в 1954 году. В 1984 году Джон Патрик Рурк описал его и назвал Vexatorella latebrosa.